# Sammlung von Wappen verschiedener Civil-Staende von Nürnberg und anderen Orten
Die Sammlung von Wappen verschiedener Civil-Staende von Nürnberg und anderen Orten ist eine Zusammenstellung verschiedener bürgerlicher Wappen und wurde 1783 in Nürnberg herausgegeben. Das Wappenbuch beinhaltet 216 gestochene Wappen auf 54 Tafeln in schwarz-weiß und wurde zwischen 1783 und 1787 in sechs Folgen herausgegeben. Im Jahr 2010 wurde eine Neuauflage als Faksimile mit einem Beitrag von Richard Dietz veröffentlicht.

## Autor
Das Originalbuch enthält keine Angaben zum Autor und als Verleger wird das „Adel Wappen Comptoir“ angeführt. In manchen Publikationen wird Martin Tyroff (1705 – 1758) als Verfasser genannt, da dieser aber bereits 1758 verstorben war, kann dieses nicht zutreffen. Vielmehr wird angenommen, dass der Verfasser dessen Sohn Hermann Tyroff (1742 – 1798) war und die Vorlage in der Kunsthandlung Tyroff gestochen wurde.

## Beschreibung
Die Wappensammlung zählt zu den Tyroffschen Wappenbüchern und gleicht einer Interimsbroschur, der Band hat das Format von 27,5 × 22 cm und ist etwa 1 cm dick. Das Buch umfasst ein Titelblatt, ein Exlibris auf dem inneren Deckel und 54 Wappentafeln mit je 4 Wappen, deren Träger nach Titel und Beruf sortiert sind. Von den 54 Tafeln ist eine Tafel Bürgern aus Fürth gewidmet, eine Tafel beschreibt Professoren der Universität Altdorf bei Nürnberg und zwei Tafeln erwähnen Coburger Bürger. Die weitern 50 Tafeln konzentrieren sich auf Nürnberger Bürger. Die Wappen verweisen nicht auf die Familie des Wappenträgers, sondern beschränken sich auf die Person. Die Wappendarstellungen sind nicht farbig und es ist kein Text angeführt. Das Werk wurde als Fortsetzungsreihe konzipiert und erschien wie folgt:
- Tafel 1 – 11 mit 11 Tafeln 1783
- Tafel 12 – 30 mit 19 Tafeln 1784
- Tafel 31 – 44 mit 14 Tafeln 1785
- Tafel 45 – 48 und 50 – 52 mit 7 Tafeln 1786
- Tafel 49 und 54 mit 2 Tafeln 1787
- Tafel 53 mit einer Tafel o. J.

## Rezension
„…Es hat den Anschein, als sollten die Tafeln ursprünglich als Anhang zum Adeligen Wappenwerk gebracht werden…Das Vorhandensein mehrerer Mischauflagen deutet darauf hin, dass Tyroff seine Wappentafeln auch einzeln anbot…Die Wappendarstellungen verstoßen in vielen Fällen gegen die als allgemein gültig angesehenen Regeln der Heraldik…Da außerdem jegliche Angaben zu Quellen fehlen, aus denen der Verfasser geschöpft hatte, war zu verifizieren, inwieweit die Richtigkeit der Wappen durch anderweitige Publikationen nachgewiesen werden kann.“

Nach der letzten Herausgabe der Tafel 53 wurde das Werk nicht fortgesetzt, berichtigt oder ergänzt, so dass es seine Aktualität verloren hatte. Der Versuch ein komplettes  Sammelwerk zu schaffen ist somit gescheitert.